# Stemmatomerinx adenticulata
Stemmatomerinx adenticulata är en insektsart som beskrevs av Howell och Miller 1976. Stemmatomerinx adenticulata ingår i släktet Stemmatomerinx och familjen ullsköldlöss. Inga underarter finns listade i Catalogue of Life.